# Macbeth di Scozia
Mac Bethad mac Findlaích, in inglese Macbeth (1005 – Scone, 15 agosto 1057), è stato un nobile e militare scozzese, re di Scozia dal 1040 al 1057.
È conosciuto soprattutto grazie all'omonima tragedia di William Shakespeare, che lo dipinge in maniera estremamente negativa.

## Origini
Ben poche informazioni sono note in merito alle origini e ai primi anni di vita di Macbeth.
Era figlio di Findlaech, mormaer (capo semi-indipendente) della provincia di Moray, e della principessa Donada di Scozia, figlia di re Malcolm II. Apparteneva quindi alla più alta nobiltà scozzese, essendo cugino tanto di Kenneth III quanto di Duncan I (suo diretto contendente al trono di Scozia).
Quanto al nome, Mac Bethad (o, in gaelico moderno, MacBheatha), ha il significato di "figlio della vita" oppure di "uomo giusto"; secondo alcuni studiosi tuttavia il suo nome sarebbe una forma corrotta di Macc-Bethad ("uno tra gli eletti").

## Mormaerdi Moray

### Sotto Malcolm II
Alcuni anni dopo la morte del padre (collocata attorno al 1020) Macbeth divenne mormaer di Moray: in tal veste, nel 1031 si presentò al re Canuto il Grande d'Inghilterra quando questi andò a nord per accettare la sottomissione di suo nonno Malcolm II. Alcuni storici hanno visto in tale episodio un segno del potere di Macbeth; altri invece hanno ritenuto che svolgesse semplicemente il suo dovere di vassallo del re di Alba.
Sempre in questi anni Macbeth sposò Gruoch ingen Boite, unica figlia di Boite mac Cináeda, a sua volta figlio del re Kenneth III di Scozia, rafforzando quindi le sue pretese al trono scozzese (il nonno non aveva figli maschi, e per questo Macbeth era uno dei possibili successori).

### Contro Duncan I
Nel 1034 re Malcolm fu ucciso in circostanze non chiarite a Glamis, e il 30 novembre dello stesso anno fu eletto senza opposizione come nuovo re Duncan Mac Crínáin. Il nuovo sovrano (in realtà assai più giovane rispetto alla controparte letteraria di Shakespeare), nominato in base ai principi della Tanistry, era anch'egli per parte di madre nipote del predecessore, ed aveva detenuto il titolo di re di Strathclyde.
Dopo alcuni anni tranquilli, nel 1039 lo Strathclyde fu attaccato dagli inglesi della Northumbria e Duncan, deciso a vendicarsi, condusse personalmente una rappresaglia contro la città di Durham; la battaglia che ne conseguì fu però un disastro per gli scozzesi, e solo a stento il re riuscì a fuggire. Approfittando della debolezza del suo cugino e sovrano, Macbeth si ribellò e reclamò per sé la corona.
Duncan tentò di reagire guidando una spedizione contro Macbeth, ma il 14 agosto 1040 venne ucciso a Bothnagowan (nei pressi di Elgin) in uno scontro armato con i fedeli di Macbeth, che ebbe così la strada spianata per il trono.

## Alto Re di Alba

### Consolidamento del potere
Dopo la morte di Duncan, Macbeth, sostenuto da quella fazione della nobiltà che si opponeva ai legami con gli anglosassoni, ascese al trono, ma non senza opposizione: dovette infatti affrontare l'ostilità degli uomini appartenenti al clan del suo predecessore, i Dunkeld. Solo nel 1045, con l'uccisione di Crinán di Dunkeld e Maldred di Allerdale (rispettivamente padre e fratello di re Duncan), il regno fu definitivamente pacificato. Dopo la morte di Crinán Suthen, ex-regina e vedova di Duncan, temendo per la vita dei figli Malcolm Canmore e Donalbane fuggì in esilio rifugiandosi in Normandia o ad Atholl, dove vivevano i parenti del marito.

### Il supposto Karl Hundason
Secondo la Saga degli uomini delle Orcadi sorse una disputa fra Thorfinn Sigurdsson, conte delle Orcadi, e tale "Karl Hundason, re degli Scoti" quando questi reclamò la regione del Caithness. L'identità di Karl Hundason, di cui non parlano né le fonti scozzesi né quelle irlandesi, è stata a lungo dibattuta; la questione è tutt'altro che conclusa, ma secondo l'opinione prevalente sarebbe solo la traduzione di un epiteto ingiurioso in lingua norrena dato a Macbeth dai propri nemici (letteralmente "Karl, figlio d'un cane").
Secondo la saga, Thorfinn sconfisse Karl Hundason in una battaglia navale nei pressi della costa orientale dell'isola di Mainland di Deerness; in seguito il nipote di Karl, Mutatan o Mudden, governatore di Caithness, fu ucciso a Thurso da tale Thorkel Amundason. La battaglia definitiva si svolse a Tarbat Ness, sul lato meridionale della Dornoch Firth, e si concluse con una vittoria decisiva per Thorfinn, il quale annientò l'esercito avversario ed ottenne un grande bottino. Recentemente s'è fatta strada l'idea che il racconto sia completamente inventato e che sia semplicemente celebrativo nei confronti del signore delle Orcadi.
Chiunque sia stato Karl Hundason, appare chiaro che la Saga faccia riferimento ad un conflitto locale tra i norvegesi ed i signori scozzesi di Ross o di Moray. L'intera narrazione trasformerebbe la lotta tra Thorfinn e Karl nella continuazione dei conflitti del IX secolo tra i conti di Orkney (in particolare Sigurd Rognvaldsson, Ljot e Sigurd il Forte) ed i mormaer di Moray, Sutherland, Ross e Argyll.

## La fine
Nel 1054 Siward, conte di Northumbria, vassallo e alleato del re d'Inghilterra Edoardo il Confessore (al quale Macbeth aveva rifiutato di rendere omaggio dopo la morte di Canuto) invase la Scozia per conto di Malcolm Canmore, figlio di Duncan I e rivale di Macbeth.
A Dunsinane, presso Perth, si svolse una grande battaglia che, secondo gli Annali dell'Ulster, vide la morte di 4500 uomini, 3000 scozzesi e 1500 inglesi (tra cui un figlio e un genero di Siward). Dopo aver perso la parte meridionale del proprio regno, Macbeth si ritirò nelle regioni settentrionali a lui fedeli dove resistette per altri tre anni all'avanzata inglese.
Infine, nel 1057 Macbeth fu sconfitto e gravemente ferito dallo stesso Malcolm Canmore presso Lumphanan, nell'Aberdeenshire. Morì pochi giorni dopo, il 15 agosto, a Scone, venendo poi seppellito a Iona. Alla sua morte salì brevemente al trono il figliastro Lulach, figlio di primo letto della moglie di Macbeth Gruoch.

## Fama postuma di Macbeth

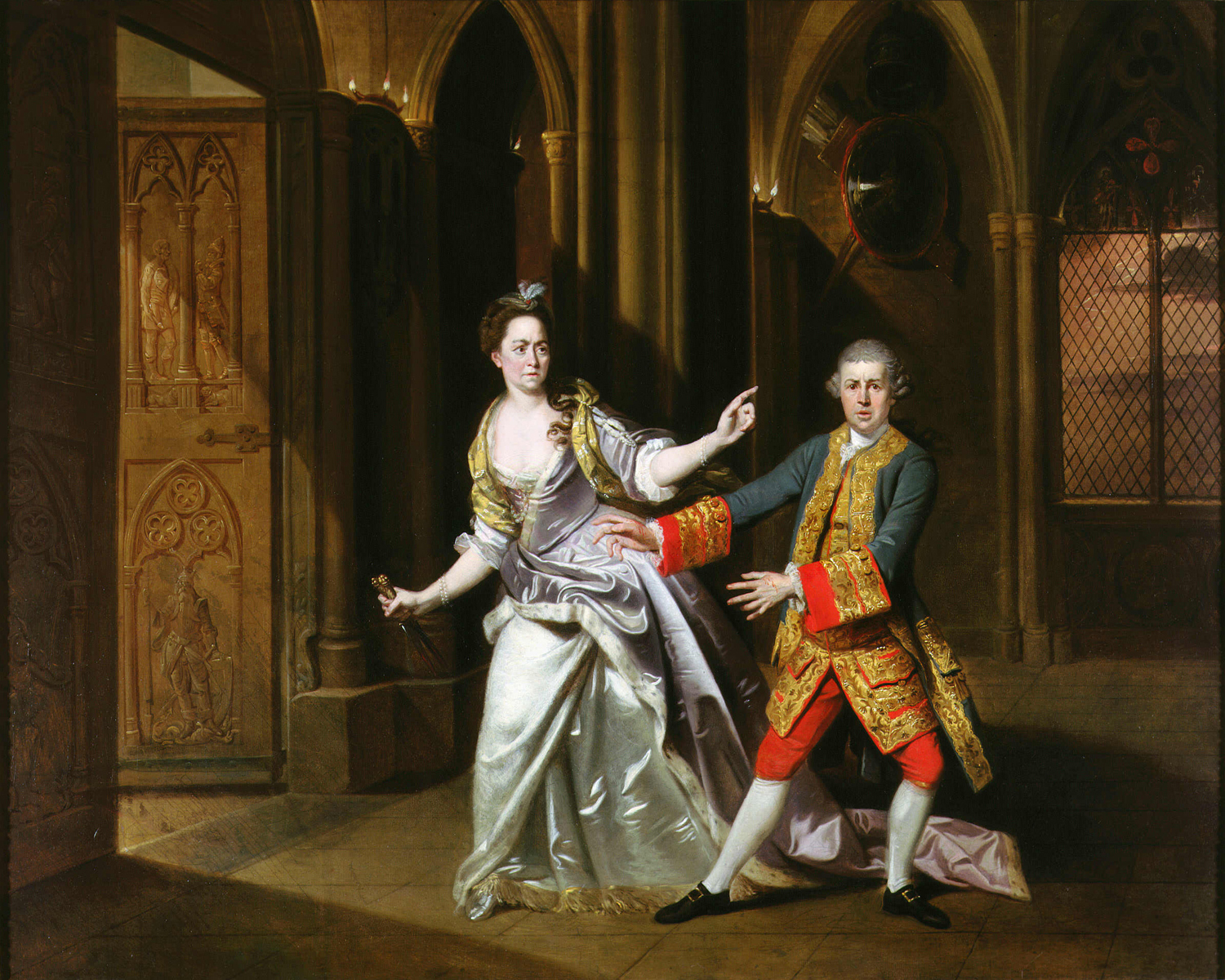
Garrick e Pritchard come Macbeth e Lady Macbeth, di Johann Zoffany (1768)

Macbeth deve la sua impopolarità essenzialmente all'opera omonima di William Shakespeare, ripresa da molti autori successivi. Qui Macbeth viene dipinto come un uomo insicuro e succube della moglie Lady Macbeth, donna amorale e assetata di potere.
Si segnalano anche il romanzo di Nikolaj Semënovič Leskov Una Lady Macbeth del distretto di Mcensk, ambientato nella Russia del XIX Secolo, e l'opera lirica Macbeth di Giuseppe Verdi. In tempi recenti Macbeth è stato protagonista del libro di Dorothy Dunnett King of hereafter. Il commediografo scozzese John Cargill Thompson (1938-2000) scrisse due opere, Macbeth speaks e Macbeth speaks '97, due monologhi con protagonista il Macbeth storico ben conscio di cosa la storia ha fatto di lui. L'autore scozzese Nigel Tranter (23 novembre 1909 - 9 gennaio 2000) scrisse nel 1978 il libro Macbeth, the king basandosi sulla figura storica. Al cinema Macbeth è apparso numerose volte, la prima nel 1908 con Macbeth di J. Stuart Blackton con protagonista William V. Ranous, passando per il Macbeth del 1948 di e con Orson Welles. Nel 1971 fu Roman Polański a mettere su pellicola Macbeth con Jon Finch, i più recenti sono Macbeth di Justin Kurzel e The Tragedy of Macbeth di Joel Coen.
A differenza della tradizione post-shakespeariana, nessuna fonte contemporanea descrive Macbeth come un tiranno: il Duan Albanach (Canzone degli Scoti) lo cita come "Mach Bethad il Rinomato", mentre la Profezia di Berchán lo descrive come un re generoso e munifico. La tirannia e la crudeltà di Macbeth sarebbero quindi un'invenzione letteraria del Bardo, volta ad accattivarsi le simpatie della scozzese casata Stewart appena salita al trono d'Inghilterra con Giacomo I, già re di Scozia.
Infine, Macbeth è citato e appare in una vignetta della storia L'ultimo del Clan de' Paperoni di Don Rosa.

## Ascendenza
|                      |                      |                     | Genitori |  |  | Nonni |  |  | Bisnonni |  |  | Trisnonni |  |
|                      |                      |                     |          |  |  |       |  |  | …        |  |  | …         |  |
|                      |                      |                     |          |  |  |       |  |  | …        |  |  | …         |  |
|                      |                      | …                   |          |  |  |       |  |  | …        |  |  |           |  |
| …                    |                      |                     |          |  |  |       |  |  | …        |  |  |           |  |
|                      |                      | …                   | …        |  |  |       |  |  |          |  |  |           |  |
|                      |                      | …                   | …        |  |  |       |  |  |          |  |  |           |  |
|                      |                      | …                   | …        |  |  |       |  |  |          |  |  |           |  |
| Findlaech del Moray  |                      | …                   |          |  |  |       |  |  |          |  |  |           |  |
|                      |                      | …                   | …        |  |  |       |  |  |          |  |  |           |  |
|                      |                      | …                   | …        |  |  |       |  |  |          |  |  |           |  |
|                      |                      | …                   | …        |  |  |       |  |  |          |  |  |           |  |
| …                    |                      | …                   |          |  |  |       |  |  |          |  |  |           |  |
|                      |                      | …                   | …        |  |  |       |  |  |          |  |  |           |  |
|                      |                      | …                   | …        |  |  |       |  |  |          |  |  |           |  |
|                      |                      | …                   | …        |  |  |       |  |  |          |  |  |           |  |
| Macbeth di Scozia    |                      | …                   |          |  |  |       |  |  |          |  |  |           |  |
|                      | Kenneth II di Scozia | Malcolm I di Scozia |          |  |  |       |  |  |          |  |  |           |  |
|                      | Kenneth II di Scozia | Malcolm I di Scozia |          |  |  |       |  |  |          |  |  |           |  |
|                      | Kenneth II di Scozia | …                   |          |  |  |       |  |  |          |  |  |           |  |
| Malcolm II di Scozia | Kenneth II di Scozia |                     |          |  |  |       |  |  |          |  |  |           |  |
|                      |                      | …                   | …        |  |  |       |  |  |          |  |  |           |  |
|                      |                      | …                   | …        |  |  |       |  |  |          |  |  |           |  |
|                      |                      | …                   | …        |  |  |       |  |  |          |  |  |           |  |
| Donada di Scozia     |                      | …                   |          |  |  |       |  |  |          |  |  |           |  |
|                      |                      | …                   | …        |  |  |       |  |  |          |  |  |           |  |
|                      |                      | …                   | …        |  |  |       |  |  |          |  |  |           |  |
|                      |                      | …                   | …        |  |  |       |  |  |          |  |  |           |  |
| …                    |                      | …                   |          |  |  |       |  |  |          |  |  |           |  |
|                      |                      | …                   | …        |  |  |       |  |  |          |  |  |           |  |
|                      |                      | …                   | …        |  |  |       |  |  |          |  |  |           |  |
|                      |                      | …                   | …        |  |  |       |  |  |          |  |  |           |  |
|                      |                      | …                   |          |  |  |       |  |  |          |  |  |           |  |